# Bacteria bioluminiscente

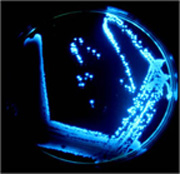
Imagen de un biolumplate, una placa bioluminiscente utilizada en investigación científica y biotecnología. La luz emitida por organismos vivos en la placa permite estudiar procesos biológicos y realizar ensayos de detección con alta sensibilidad y precisión.

Las bacterias bioluminicentes son cualquier bacteria que produce luz, presente sobre todo en el agua de mar, sedimentos marítimos, superficie de pescado que se descompone y en la tripa de animales marítimos. Esta bacteria puede vivir libre o en simbiosis (por ejemplo el pez Vibrio) con animales como el calamar Hawaiano Bobtail o nematodos terrestre (por ejemplo, Photorhabdus luminescens). Los animales proporcionan a esta bacteria un lugar seguro para vivir, suficiente nutrición y usan los órganos ligeros para el camuflaje, cazando el alimento y atrayendo a otros. La bacteria puede desplegar la reacción de luminescencia para el sentir llamado cuórum, que es la capacidad de regular la expresión génica en respuesta a la densidad de célula bacterial. 

## Bioelectromagnetismo de la luminescencia.
La bioluminiscencia bacterial es causada por la acción de una enzima llamada luciferase bacterial, codificada por el gen de lux que también expresa enzimas para los sustratos de la reacción bioluminiscente, como aldehídos grasos. Se ha propuesto que bioelectromagnéticamente puedan estar implicados en procesos biológicos detrás de la luminiscencia, que puede funcionar como una bomba. Esta bomba puede implicar el mm y el enganche de onda de submm de radiación de luminiscencia para el cuórum que siente la regulación. Esta oferta proviene de la observación de que la radiación de onda de mm, como se ha relatado, inducía cambios de la conformación de ADN y la expresión posiblemente génica. Los agentes que cambian la conformación de ADN también aumentan la emisión ligera en la bioluminiscencia de la bacteria.

## Lectura de seguimiento
- Hastings J W Y Nealson K H (1977) Bacterial Luminiscencia. Revisión anual de Microbiología' vol. 31, pp. 549@–595. http://www.annualreviews.org/doi/abs/10.1146/annurev.mi.31.100177.003001?journalcode=micro

- Datos: Q18205556